# تل نوروزان
تل نوروزان در شهرستان شیراز، بخش کوار، روستای نوروزان واقع شده و این اثر در تاریخ ۲۵ اسفند ۱۳۷۹ با شمارهٔ ثبت ۳۴۱۵ به‌عنوان یکی از آثار ملی ایران به ثبت رسیده است.